# Skam France
Skam France ist eine französisch-belgische Jugendserie. Sie wird auf france·tv Slash ausgestrahlt. Skam France ist eine Adaption der norwegischen Erfolgsserie SKAM.

## Konzept
Die Serie folgt einer Gruppe von Jugendlichen des Lycée Dorian in Paris. Jede Staffel hat eine eigene Hauptfigur, aus deren Sicht die Geschichte erzählt wird. Die Serie befasst sich mit Themen, die junge Menschen betreffen, wie Liebe, Freundschaft, Zugehörigkeit, psychische Probleme und Sucht.
Skam France beruht auf der norwegischen Serie Skam. In den ersten vier Staffeln sind sowohl die Charaktere als auch die Handlung der Originalserie sehr stark nachempfunden. Die Originalserie hat nur vier Staffeln, weshalb die weiteren Staffeln von Skam France zwar weiterhin auf dem Konzept dieser aufbauen, aber völlig neue Geschichten erzählen.
Wie auch im norwegischen Original haben alle zentralen Charaktere eigene Instagram-Accounts, auf denen während der Veröffentlichungen der Serie zusätzliche Videos und Fotos veröffentlicht werden. Der Inhalt der Instagram-Accounts ist nicht entscheidend für die Handlung, baut beim Publikum jedoch einen zusätzlichen Bezug zu den Charakteren auf. Auch Chats zwischen einzelnen Charakteren werden dort geteilt.
Die Art der Ausstrahlung ist ebenfalls dem norwegischen Original nachempfunden. Wie auch dort werden bereits unter der Woche immer wieder einzelne Clips aus der Serie online veröffentlicht, die dann in der Regel freitags in einer ganzen Folge ausgestrahlt werden. Am Anfang eines Clips wird jeweils der Wochentag und die Uhrzeit eingeblendet, zu der der Clip spielt. Diese entspricht immer auch dem Veröffentlichungszeitpunkt. Es gibt daher auch keine festen Ausstrahlungszeiten.
Teilweise weicht die französische Produktion vom strikten Wochenrhythmus ab, sodass zwei Folgen in einer Woche ausgestrahlt werden, oder eine Folge sich, wie in der ersten Folge der 5. Staffel, über einen längeren Zeitraum erstreckt.
Die Serie wurde nicht in anderen Sprachen synchronisiert, hat aber trotzdem, wie auch das Original, ein internationales Publikum.
Skam France ist die erste der mindestens sieben internationalen Adaptionen von Skam und auch diejenige mit den meisten produzierten Staffeln.

## Besetzung
Legende:
- Hauptcharakter der Staffel (⦿)
- Zentraler Charakter (●)
- Nebencharakter (•)

|                        |                         | Staffel | Staffel | Staffel | Staffel | Staffel | Staffel | Staffel | Staffel |
| Schauspieler           | Rollenname              | 1       | 2       | 3       | 4       | 5       | 6       | 7       | 8       |
| ---------------------- | ----------------------- | ------- | ------- | ------- | ------- | ------- | ------- | ------- | ------- |
| Philippine Stindel     | Emma Borgès             | ⦿       | ●       | ●       | ●       | ●       | •       | •       | •       |
| Marilyn Lima           | Manon Demissy           | ●       | ⦿       | ●       | ●       |         | •       |         |         |
| Axel Auriant           | Lucas Lallement         | ●       | •       | ⦿       | ●       | ●       | •       |         |         |
| Assa Sylla             | Imane Bakhellal         | ●       | ●       | ●       | ⦿       | ●       | •       |         |         |
| Robin Migné            | Arthur Broussard        |         |         | ●       | •       | ⦿       | ●       | ●       |         |
| Flavie Delangle        | Lola Lecomte            |         |         |         |         | •       | ⦿       | ●       | ●       |
| Lucie Fagedet          | Tiffany Prigent         |         |         |         |         |         | •       | ⦿       | ●       |
| Khalil Ben Gharbia     | Bilal Cherif            |         |         |         |         |         |         | ●       | ⦿       |
| Lula Cotton Frapier    | Daphné Lecomte          | ●       | ●       | ●       | ●       | ●       | ●       |         |         |
| Coline Preher          | Alexia Martineau        | ●       | ●       | ●       | ●       | ●       | •       |         |         |
| Léo Daudin             | Yann Cazas              | ●       | •       | ●       | •       | ●       | •       | •       |         |
| Théo Christine         | Alexandre „Alex“ Delano | •       | •       | •       | •       |         |         |         |         |
| Michel Biel            | Charles Munier          | •       | ●       |         | •       |         | •       |         |         |
| Zoé Marchal            | Ingrid Spielman         | •       | •       |         | ●       |         |         |         |         |
| Julie Nguyen           | Sarah Blum              | •       | •       |         |         |         |         |         |         |
| Edouard Eftimakis      | Mickaël Dolleron        |         | ●       | ●       | •       | •       |         |         |         |
| Aliénor Barré          | Lisa                    |         | •       | •       | •       | •       |         |         |         |
| Victor Le Blond        | Romain                  |         | •       | •       |         |         |         |         |         |
| Roberto Calvet         | Nicolas Munier          |         | •       |         |         |         |         |         |         |
| Sabrina Ould Hammouda  | Marie                   |         | •       |         |         |         |         |         |         |
| Maxence Danet-Fauvel   | Eliott Demaury          |         |         | ●       | •       | •       | ●       |         |         |
| Paul Scarfoglio        | Basile Savary           |         |         | ●       | •       | ●       | ●       | •       |         |
| Anne Sophie Soldaini   | Chloé Jeanson           |         |         | •       | •       |         |         |         |         |
| Lola Felouzis          | Lucille                 |         |         | •       |         |         |         |         |         |
| Laïs Salameh           | Sofiane Alaoui          |         |         | ●       | •       | •       |         |         |         |
| Moussa Sylla           | Idriss Bakhellal        |         |         |         | ●       |         |         |         |         |
| Soumaye Bocoum         | Lamia                   |         |         |         | •       |         |         |         |         |
| Winona Guyon           | Noée Daucet             |         |         |         |         | ●       |         | •       |         |
| Lucas Wild             | Camille                 |         |         |         |         | •       |         |         |         |
| Ayumi Roux             | Maya Etienne            |         |         |         |         |         | ●       | ●       | ●       |
| Louise Malek           | Jo Benezra              |         |         |         |         |         | ●       | ●       | ●       |
| Sohan Pague            | Max Bernini             |         |         |         |         |         | ●       | ●       | ●       |
| Zoé Garcia             | Anaïs                   |         |         |         |         |         | •       | ●       | •       |
| Charlie Loisilier      | Louise                  |         |         |         |         |         | •       | ●       | •       |
| Abdallah Charki        | Redouane Bedia          |         |         |         |         |         |         | ●       | ●       |
| Daouda Keita           | Aurélien                |         |         |         |         |         |         | ●       |         |
| Lisa Do Couto Teixeira | Judith                  |         |         |         |         |         |         | •       |         |

## Episodenliste

### Staffel 1
Der erste Clip der 1. Staffel wurde am 5. Februar 2018 erstausgestrahlt, die ganze Folge am 9. Februar. Der Hauptcharakter in dieser Staffel ist Emma Borgès. Die Staffel dreht sich um sie und die bröckelnde Beziehung zu ihrem Freund Yann Cazas.
| Nr. (ges.) | Nr. (St.) | Originaltitel                                              | Erstausstrahlung | Länge   |
| ---------- | --------- | ---------------------------------------------------------- | ---------------- | ------- |
| 1          | 1         | Seule au monde (Allein auf der Welt)                       | 9. Feb. 2018     | 22 Min. |
| 2          | 2         | Ajouter un ami (Eine neue Freundin)                        | 16. Feb. 2018    | 21 Min. |
| 3          | 3         | Un plan béton (Ein solider Plan)                           | 23. Feb. 2018    | 19 Min. |
| 4          | 4         | Passage à l'acte (Umsetzung in die Tat)                    | 2. März 2018     | 18 Min. |
| 5          | 5         | Question de confiance (Eine Frage des Vertrauens)          | 9. März 2018     | 20 Min. |
| 6          | 6         | Conséquences (Konsequenzen)                                | 16. März 2018    | 23 Min. |
| 7          | 7         | Quel genre de fille es-tu ? (Was für ein Mädchen bist du?) | 23. März 2018    | 20 Min. |
| 8          | 8         | Girl Power                                                 | 30. März 2018    | 20 Min. |
| 9          | 9         | Tous ensemble (Alle zusammen)                              | 6. Apr. 2018     | 20 Min. |

### Staffel 2
Der erste Clip der 2. Staffel wurde am 9. April 2018 veröffentlicht, die komplette Folge am 13. April. Die Staffel dreht sich um die Hauptfigur Manon Demissy und ihre Beziehung zu Charles Munier. Die 2. Staffel ist die einzige Staffel mit mehr als zehn Folgen.
| Nr. (ges.) | Nr. (St.) | Originaltitel                                                        | Erstausstrahlung | Länge   |
| ---------- | --------- | -------------------------------------------------------------------- | ---------------- | ------- |
| 10         | 1         | Laisse Daphné tranquille (Lass Daphné in Ruhe)                       | 13. Apr. 2018    | 20 Min. |
| 11         | 2         | Et laisse-moi tranquille (Und lass mich auch in Ruhe)                | 20. Apr. 2018    | 19 Min. |
| 12         | 3         | Se rapprocher (Sich annähern)                                        | 27. Apr. 2018    | 21 Min. |
| 13         | 4         | Une nuit d'enfer (Eine super Nacht)                                  | 29. Apr. 2018    | 18 Min. |
| 14         | 5         | Tu penses qu'à toi (Du denkst nur an dich)                           | 4. Mai 2018      | 18 Min. |
| 15         | 6         | Élément perturbateur (Ein störendes Element)                         | 11. Mai 2018     | 20 Min. |
| 16         | 7         | Tu jures que tu bouges pas (Du schwörst, dass du dich nicht bewegst) | 18. Mai 2018     | 19 Min. |
| 17         | 8         | T'es juste trop naïve (Du bist einfach zu naiv)                      | 25. Mai 2018     | 20 Min. |
| 18         | 9         | Les jours d'après (Die Tage danach)                                  | 1. Juni 2018     | 21 Min. |
| 19         | 10        | Jamais sortir du lit (Steh nicht auf)                                | 3. Juni 2018     | 18 Min. |
| 20         | 11        | Menacée (Bedroht)                                                    | 8. Juni 2018     | 17 Min. |
| 21         | 12        | Psychotage (Psychopath)                                              | 15. Juni 2018    | 19 Min. |
| 22         | 13        | À jamais jeunes (Für immer jung)                                     | 22. Juni 2018    | 19 Min. |

### Staffel 3
Der erste Clip der 3. Staffel wurde am 19. Januar 2019 ausgestrahlt, die erste ganze Folge am 25. Januar. Die Hauptfigur in dieser Staffel ist Lucas Lallement. Die Staffel behandelt seine Beziehung zu Eliott Demaury und damit die Themen Homosexualität und Bipolarität.
| Nr. (ges.) | Nr. (St.) | Originaltitel                                                                              | Erstausstrahlung | Länge   |
| ---------- | --------- | ------------------------------------------------------------------------------------------ | ---------------- | ------- |
| 23         | 1         | Je crois que je suis amoureux... (Ich glaube, ich bin verliebt)                            | 25. Jan. 2019    | 23 Min. |
| 24         | 2         | La curiosité (Neugier)                                                                     | 1. Feb. 2019     | 23 Min. |
| 25         | 3         | Infiltration                                                                               | 8. Feb. 2019     | 21 Min. |
| 26         | 4         | Le garçon qui avait peur du noir (Der Junge, der Angst vor der Dunkelheit hatte)           | 15. Feb. 2019    | 21 Min. |
| 27         | 5         | Au même moment à l'autre bout de l'univers (Im gleichen Moment in einem anderen Universum) | 22. Feb. 2019    | 22 Min. |
| 28         | 6         | Insomnie (Schlaflosigkeit)                                                                 | 1. März 2019     | 18 Min. |
| 29         | 7         | Assumer                                                                                    | 8. März 2019     | 23 Min. |
| 30         | 8         | Coup de tête (Sinneswandel)                                                                | 15. März 2019    | 19 Min. |
| 31         | 9         | Les gens sont comme ils sont (Die Menschen sind, wie sie sind)                             | 22. März 2019    | 23 Min. |
| 32         | 10        | Minute par minute (Minute für Minute)                                                      | 29. März 2019    | 23 Min. |

### Staffel 4
Der erste Clip der 4. Staffel wurde am 30. März 2019 ausgestrahlt, die komplette Folge am 5. April. Der Hauptcharakter in dieser Staffel ist Imane Bakhellal.
| Nr. (ges.) | Nr. (St.) | Originaltitel                                       | Erstausstrahlung | Länge   |
| ---------- | --------- | --------------------------------------------------- | ---------------- | ------- |
| 33         | 1         | Je te fais confiance (Ich vertraue dir)             | 5. Apr. 2019     | 24 Min. |
| 34         | 2         | Juste toi et moi (Nur du und ich)                   | 12. Apr. 2019    | 19 Min. |
| 35         | 3         | (Presque) parfait ((Fast) Perfekt)                  | 19. Apr. 2019    | 24 Min. |
| 36         | 4         | Un peu seule parfois (Manchmal ein bisschen allein) | 26. Apr. 2019    | 20 Min. |
| 37         | 5         | Friendzone                                          | 3. Mai 2019      | 24 Min. |
| 38         | 6         | La nature humaine (Die Natur des Menschen)          | 10. Mai 2019     | 20 Min. |
| 39         | 7         | Mauvaise stratégie (Falsche Strategie)              | 17. Mai 2019     | 20 Min. |
| 40         | 8         | Seule (Allein)                                      | 24. Mai 2019     | 17 Min. |
| 41         | 9         | Mes looseuses préféres (Meine liebsten Loser)       | 31. Mai 2019     | 26 Min. |
| 42         | 10        | Le jour de l'Aïd (Der Tag des Zuckerfests)          | 4. Juni 2019     | 24 Min. |

### Staffel 5
Der erste Clip der 5. Staffel wurde am 31. Dezember ausgestrahlt, die erste ganze Folge am 10. Januar. Die Hauptfigur in dieser Staffel ist Arthur Broussard. Zentrales Thema der Staffel ist das Ertauben des Charakters. Sie ist die erste Staffel, die nicht auf der Storyline des norwegischen Originals aufbaut.
| Nr. (ges.) | Nr. (St.) | Originaltitel                               | Erstausstrahlung | Länge   |
| ---------- | --------- | ------------------------------------------- | ---------------- | ------- |
| 43         | 1         | Le début de la fin (Der Anfang vom Ende)    | 10. Jan. 2020    | 24 Min. |
| 44         | 2         | En silence (Im Stillen)                     | 17. Jan. 2020    | 28 Min. |
| 45         | 3         | Tête de con (Dummkopf)                      | 24. Jan. 2020    | 21 Min. |
| 46         | 4         | Rien ne change (Es ändert sich nichts)      | 31. Jan. 2020    | 20 Min. |
| 47         | 5         | Le temps de s'habituer (Gewöhnungszeit)     | 7. Feb. 2020     | 26 Min. |
| 48         | 6         | Entre potes (Unter Freunden)                | 14. Feb. 2020    | 27 Min. |
| 49         | 7         | La sourd-Valentin (Tauber Valentin)         | 15. Feb. 2020    | 22 Min. |
| 50         | 8         | Faire un choix (Eine Entscheidung treffen)  | 21. Feb. 2020    | 25 Min. |
| 51         | 9         | Rapports de force (Machtkämpfe)             | 28. Feb. 2020    | 27 Min. |
| 52         | 10        | Plus jamais pareil (Nie mehr so wie früher) | 6. März 2020     | 26 Min. |

### Staffel 6
Der erste Clip der 6. Staffel wurde am 18. April 2020 veröffentlicht, die komplette Folge am 24. April.
Mit Staffel 6 wird eine neue Generation in die Serie eingeführt. Hauptfigur der Staffel ist Lola Lecomte, Halbschwester von Daphné. Die Staffel setzt sich mit den Themen Selbstverletzendes Verhalten, Depressionen und Drogensucht auseinander.
| Nr. (ges.) | Nr. (St.) | Originaltitel                              | Erstausstrahlung | Länge   |
| ---------- | --------- | ------------------------------------------ | ---------------- | ------- |
| 53         | 1         | Presque parfaite (Fast perfekt)            | 24. Apr. 2020    | 21 Min. |
| 54         | 2         | La mif                                     | 1. Mai 2020      | 21 Min. |
| 55         | 3         | L'une pour l'autre (Füreinander)           | 8. Mai 2020      | 23 Min. |
| 56         | 4         | La descente (Sinkflug)                     | 15. Mai 2020     | 24 Min. |
| 57         | 5         | Un, deux, trois (Eins, zwei, drei)         | 22. Mai 2020     | 23 Min. |
| 58         | 6         | Un grand vide (Eine große Leere)           | 29. Mai 2020     | 19 Min. |
| 59         | 7         | Mise au point (Fokus)                      | 5. Juni 2020     | 15 Min. |
| 60         | 8         | Virage (Wendung)                           | 12. Juni 2020    | 23 Min. |
| 61         | 9         | La rechute (Rückfall)                      | 19. Juni 2020    | 19 Min. |
| 62         | 10        | L'ombre et la lumière (Schatten und Licht) | 26. Juni 2020    | 26 Min. |

### Staffel 7
Der erste Clip der 7. Staffel wurde am 18. Januar 2021 veröffentlicht, die erste komplette Folge am 21. Januar. Hauptcharakter der Staffel ist Tiffany Prigent. Tiffany hatte eine sogenannte verdrängte Schwangerschaft und gebärt daher zu Anfang der Staffel ein Kind, ohne überhaupt von der Schwangerschaft gewusst zu haben.
| Nr. (ges.) | Nr. (St.) | Originaltitel                             | Erstausstrahlung | Länge   |
| ---------- | --------- | ----------------------------------------- | ---------------- | ------- |
| 63         | 1         | Une autre vie (Ein anderes Leben)         | 22. Jan. 2021    | 22 Min. |
| 64         | 2         | Comme avant (Wie vorher)                  | 29. Jan. 2021    | 22 Min. |
| 65         | 3         | Au pied du mur (Am Fuß der Mauer)         | 5. Feb. 2021     | 30 Min. |
| 66         | 4         | Page blanche (Leere Seite)                | 12. Feb. 2021    | 26 Min. |
| 67         | 5         | La famille (Familie)                      | 19. Feb. 2021    | 26 Min. |
| 68         | 6         | Un lien fort (Eine enge Bindung)          | 26. Feb. 2021    | 29 Min. |
| 69         | 7         | La peur au ventre (Angst im Nacken)       | 28. Feb. 2021    | 19 Min. |
| 70         | 8         | Choisir sa vie (Sein Leben wählen)        | 5. März 2021     | 22 Min. |
| 71         | 9         | Princesse en détresse (Prinzessin in Not) | 12. März 2021    | 17 Min. |
| 72         | 10        | Le village (Das Dorf)                     | 19. März 2021    | 25 Min. |

### Staffel 8
Am 3. Mai 2021 wurde der erste Clip der 8. Staffel veröffentlicht, die erste Folge wurde am 7. Mai ausgestrahlt. Hauptcharakter der Staffel ist Bilal Cherif.
| Nr. (ges.) | Nr. (St.) | Originaltitel                            | Erstausstrahlung | Länge   |
| ---------- | --------- | ---------------------------------------- | ---------------- | ------- |
| 73         | 1         | Sur le fil (Auf Messers Schneide)        | 7. Mai 2021      | 21 Min. |
| 74         | 2         | Rien d'exceptionnel (Nichts Besonderes)  | 14. Mai 2021     | 23 Min. |
| 75         | 3         | Les apparences (Fassaden)                | 21. Mai 2021     | 22 Min. |
| 76         | 4         | Comme chez vous (Wie bei dir)            | 28. Mai 2021     | 21 Min. |
| 77         | 5         | Jamais sans la MIF (Nie ohne La MIF)     | 4. Juni 2021     | 21 Min. |
| 78         | 6         | Lâcher prise (Loslassen)                 | 11. Juni 2021    | 21 Min. |
| 79         | 7         | Sous la carapace (Unter der Schale)      | 18. Juni 2021    | 17 Min. |
| 80         | 8         | Sans issue (Ausweglos)                   | 25. Juni 2021    | 25 Min. |
| 81         | 9         | Le bruit qui court (Ein Gerücht geht um) | 2. Juli 2021     | 18 Min. |
| 82         | 10        | Horizons (Horizonte)                     | 9. Juli 2021     | 22 Min. |